# Бабаев, Таджиали Бабаевич
Таджиали Бабаевич Бабаев (27 февраля (10 марта) 1908 — 26 мая 1984) — участник Великой Отечественной войны, пулемётчик 1006-го стрелкового полка (266-я стрелковая дивизия, 26-й гвардейский стрелковый корпус, 5-я ударная армия, 1-й Белорусский фронт), младший сержант, Герой Советского Союза.

## Биография
Родился 27 февраля (10 марта) 1908 в городе Маргилан (ныне Ферганская область Узбекистана) в семье крестьянина. Узбек. Член ВКП(б)/КПСС с 1945 года. Окончил начальную школу, работал ткачом в городе Маргилан.
В Красной Армии с марта 1943 года. На фронте в Великую Отечественную войну с мая 1943 года. Участник освобождения Донбасса.
В сентябре 1943 года в боях за освобождение города Константиновка (Донецкая область) красноармеец Бабаев лично уничтожил восемь гитлеровцев и поднял отделение в атаку.
В ходе дальнейших боёв принимал участие в форсировании Днепра. Был ранен. После излечения в госпитале возвратился на фронт. Участвовал в освобождении Польши и боях на территории Германии.
Пулемётчик 1006-го стрелкового полка 266-й стрелковой дивизии 5-й ударной армии 1-го Белорусского фронта младший сержант Бабаев отличился 19 апреля 1945 года в бою в районе населённого пункта Рингенвальде в 12 километрах южнее города Врицен (Германия).
При прорыве обороны противника младший сержант Бабаев под огнём подобрался к вражескому пулемёту, уничтожил его, дав возможность взводу продвигаться дальше. Был ранен, но остался в строю. Обеспечивая наступление роты, обнаружил противника, заходящего в тыл подразделениям. Послав одного из бойцов доложить об опасности, подпустил врага на близкое расстояние и открыл по нему огонь, удерживая свою позицию, до подхода подкрепления.
23 апреля 1945 года в уличном бою в Берлине первым ворвался в здание Силезского вокзала и водрузил на нём красный флаг.
Указом Президиума Верховного Совета СССР от 31 мая 1945 года за мужество, отвагу и героизм, проявленные в борьбе с немецко-фашистскими захватчиками, младшему сержанту Бабаеву Таджиали Бабаевичу было присвоено звание Героя Советского Союза с вручением ордена Ленина и медали «Золотая Звезда» (№ 6710).
В 1945 году демобилизован. Жил и работал в городе Маргилан. Умер 26 мая 1984 года.

## Награды
- Медаль «Золотая звезда» Героя Советского Союза
- Орден Ленина
- Орден Отечественной войны 2-й степени
- Орден Трудового Красного Знамени
- Орден Красной Звезды
- Медали СССР